# Wahl zur Nationalversammlung von Suriname 2020

Wahl 2020:
VHP: 20 Sitze
NDP: 16 Sitze
NPS: 3 Sitze
ABOP: 8 Sitze
PL: 2 Sitze
BEP: 2 Sitze

Die Wahl zur Nationalversammlung von Suriname von 2020 fand trotz COVID-19-Pandemie am 25. Mai 2020 statt.
Aus der Wahl ergab sich für die 51 Sitze der Nationalversammlung von Suriname  (DNA) die folgende Verteilung auf die einzelnen Parteien und Parteikombinationen:
- Vooruitstrevende Hervormingspartij (VHP) – 20 Sitze
- Nationale Democratische Partij (NDP) – 16 Sitze
- Algemene Bevrijdings- en Ontwikkelingspartij (ABOP) – 8 Sitze
- Nationale Partij Suriname (NPS) – 3 Sitze
- Pertjaja Luhur (PL) – 2 Sitze
- Broederschap en Eenheid in de Politiek (BEP) –  2 Sitze

Bei den Wahlen 2020 verlor die NDP gegenüber 2015 zehn Sitze und die VHP wurde stärkste Partei.
Vor der ersten Sitzung der DNA am 29. Juni 2020 nach den Wahlen hatte der Parteivorsitzende der VHP Chan Santokhi die Koalitionsgespräche mit der ABOP, NPS und PL erfolgreich abgeschlossen und verfügte damit über 33 der insgesamt 51 Sitze. Die von der Koalition vorgeschlagenen Abgeordneten Ronnie Brunswijk (ABOP) und Dew Sharman (VHP) wurden per Akklamation zum Vorsitzenden, bzw. zum Vize-Vorsitzenden des Parlaments gewählt. Dies war ohne Wahlgang möglich, da kein Gegenkandidat nominiert worden war. Im Anschluss wurde das Kabinett Santokhi gebildet.

## Sitzverteilung nach Distrikten
Die Anzahl der Abgeordneten nach Parteien und den zehn Distrikten in Suriname – siehe auch Bilddarstellung:
|            | ABOP | BEP | NDP | NPS | PL | VHP | Total |
| ---------- | ---- | --- | --- | --- | -- | --- | ----- |
| Brokopondo | 1    | 1   | 1   |     |    |     | 3     |
| Commewijne |      |     | 1   |     | 1  | 2   | 4     |
| Coronie    |      |     | 2   |     |    |     | 2     |
| Marowijne  | 2    |     | 1   |     |    |     | 3     |
| Nickerie   |      |     | 1   |     |    | 4   | 5     |
| Para       | 1    |     | 2   |     |    |     | 3     |
| Paramaribo | 2    |     | 5   | 3   |    | 7   | 17    |
| Saramacca  |      |     | 1   |     |    | 2   | 3     |
| Sipaliwini | 2    | 1   | 1   |     |    |     | 4     |
| Wanica     | 1*   |     | 1   |     | 0* | 5   | 7     |
| totaal     | 9    | 2   | 16  | 3   | 1  | 20  | 51    |

- In Wanica nahm die an Nummer sieben als letzte gesetzte Kandidatin Miquella Soemar-Huur von ABOP auf der Liste vier der PL an der Wahl teil. Da sie die mit Abstand meisten Stimmen erhielt, zog sie damit als Abgeordnete in die DNA ein.[3]

## Wahlbeteiligung
Insgesamt waren 383.195 Personen wahlberechtigt. Nach Angaben des Centraal Hoofdstembureau Suriname vom 16. Juni 2020 wurden 274.714 gültige Stimmen abgegeben, dies entspricht einer Wahlbeteiligung von 71,7 %.